# Ben Dolic

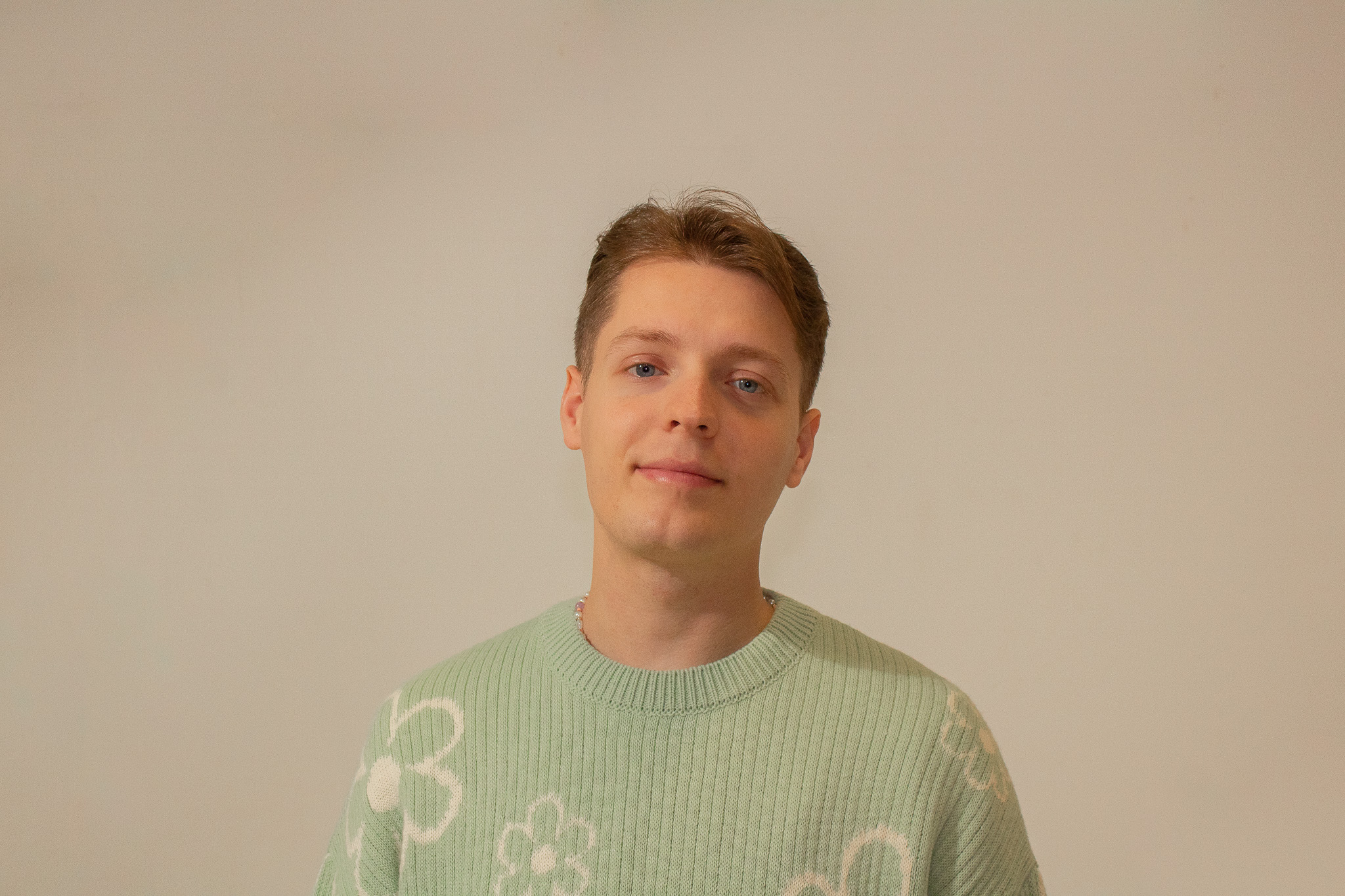
Ben Dolic (2023)

Ben Dolic  (* 4. Mai 1997 als Benjamin Dolič in Ljubljana) ist ein slowenischer Popsänger. Bekannt wurde er 2018 durch seinen zweiten Platz in der achten Staffel von The Voice of Germany. Außerdem sollte er Deutschland beim Eurovision Song Contest 2020 in Rotterdam mit dem Titel Violent Thing vertreten.

## Leben und Karriere
Seine musikalische Karriere begann im Alter von zwölf Jahren, als er sich in seiner Heimat an der slowenischen Variante von Das Supertalent beteiligte und mit seiner Interpretation von Michael Jacksons Man in the Mirror das Halbfinale des Wettbewerbs erreichte. 2016 nahm er mit seiner Band D Base an der slowenischen Vorentscheidung zum Eurovision Song Contest 2016 teil, schied jedoch im Halbfinale aus.
Nachdem er mit 18 Jahren zunächst in die Schweiz gezogen war, lebt Dolic seit Anfang 2020 in Berlin, wo auch seine Freundin wohnt.

### The Voice of Germany 2018
Mit seiner Teilnahme an der achten Staffel von The Voice of Germany 2018 wurde er einem breiteren Publikum bekannt. In den Blind Auditions sang Dolic den Song No Tears Left to Cry von Ariana Grande und entschied sich für den Coach Yvonne Catterfeld. Er kam bis ins Finale und belegte schließlich hinter Samuel Rösch den zweiten Platz. Im Anschluss ging er mit den anderen Finalisten in Deutschland und Österreich auf Tournee.
| Phase (Datum)                               | Lied                       | Originalinterpret | Bemerkung                         |
| ------------------------------------------- | -------------------------- | ----------------- | --------------------------------- |
| Blind Auditions (1. November 2018)          | No Tears Left to Cry       | Ariana Grande     |                                   |
| Battle (25. November 2018)                  | Cry Me a River             | Justin Timberlake | Battle gegen Stefan Celar         |
| Sing Off(6. Dezember 2018)                  | Stay                       | Rihanna           |                                   |
| 1. Liveshow (Halbfinale) (9. Dezember 2018) | Can’t Help Falling in Love | Elvis Presley     |                                   |
| Finale (16. Dezember 2018)                  | She’s Out of My Life       | Michael Jackson   |                                   |
| Finale (16. Dezember 2018)                  | Creep                      | Radiohead         | Duett mit Coach Yvonne Catterfeld |
| Finale (16. Dezember 2018)                  | Ruin My Life               | Zara Larsson      | Duett mit Gastkünstlerin Larsson  |

### Eurovision Song Contest 2020/2021
2020 wurde Dolic mit dem Titel Violent Thing als deutscher Vertreter für den Eurovision Song Contest in Rotterdam ausgewählt. Zum ersten Mal seit 2009 wurde der Beitrag intern durch zwei Fachjurys ausgewählt. Das Lied Violent Thing wurde von Borislav Milanov und dessen Team geschrieben, der bereits zuvor zahlreiche ESC-Lieder komponiert hatte. Dolic sollte im Finale am 16. Mai 2020 antreten. Allerdings wurde der ESC wegen der Corona-Pandemie im März 2020 abgesagt.
Für 2021 sollte Dolic nicht direkt gesetzt sein; es war geplant, mit einem neuen Song, der ebenfalls von Milanov geschrieben werden sollte, an der internen Vorentscheidung teilzunehmen. Im November 2020 gab er bekannt, dass er nicht am Eurovision Song Contest 2021 teilnehmen werde.
Im Mai 2021 vertrat er mit seinem Song Stuck In My Mind sein Geburtsland Slowenien beim Free European Song Contest von ProSieben, der ein Jahr zuvor von Stefan Raab ins Leben gerufen worden war.

## Diskografie
Singles
- 2018: Complete
- 2020: Violent Thing
- 2021: Stuck In My Mind
- 2022: Kissing Her, Missing You
- 2022: Breakaway
- 2022: Come By

mit Hyu
- 2016: Dirty Love
- 2016: Bounce
- 2016: Fortnight
- 2016: Depth
- 2016: Insane
- 2016: Bounce

mit D Base
- Tvoj Dan
- Vase poglej

Gastbeiträge
- 2020: Nebo (auf dem Album Buden von Dravle Records)